# Sacré Jésus !

Sacré Jésus ! est une série de bande dessinée.
- Scénario et dessins : Tronchet
- Couleurs : Nadine Voillat

## Albums
- Tome 1 : Sacré Jésus (1993)
- Tome 2 : Jésus revient ! (1996)

## Publication
- Delcourt (Collection Humour de rire) : Tomes 1 et 2 (première édition des tomes 1 et 2)